# Strage di Rionero in Vulture
La strage di Rionero in Vulture fu un crimine di guerra nazifascista perpetrato ai danni di civili nel settembre 1943. L'eccidio provocò 18 morti e si verificò in due giorni: nel primo perirono due persone nel tentativo di assaltare un magazzino di viveri, nel secondo sedici furono giustiziate a causa del ferimento di un soldato fascista. Solamente una persona si salvò dalla tragedia.

## Fatti

### 16 settembre
La mattina dell'11 settembre 1943, un reparto di ufficiali tedeschi stava risalendo la penisola per sfuggire all'arrivo degli alleati sbarcati in Sicilia. I militari sostarono a Rionero in Vulture e occuparono il comune, vista anche la mancata resistenza da parte delle autorità locali. Ai tedeschi si aggregò un gruppo di paracadutisti italiani, guidati dal capitano Edoardo Sala.
La situazione fu relativamente tranquilla fino al 16 settembre, quando in paese iniziò a circolare la voce che i nazisti avrebbero abbandonato Rionero e avrebbero distrutto il magazzino di viveri dell'Intendenza della VII Armata, ubicato nel Rione Sant'Antonio. La popolazione assaltò il magazzino nel tentativo di prendere le scorte alimentari, cercando di portare con sé le maggiori quantità possibili di farina, riso e altri generi alimentari.
Durante la disperata irruzione i soldati tedeschi intervennero sparando sulla folla e incendiando il deposito. L'azione causò due morti e diversi feriti. Le vittime furono Antonio Cardillicchio, un ragazzo di 17 anni, colpito mentre tentava di trascinare un sacco di farina e Eloisa Giordano Carrieri, 68 anni e madre di sette figli (due dei quali prigionieri di guerra) che, intrappolata nel magazzino, morì a causa dell'incendio.
I giorni seguenti furono vissuti in un clima di terrore, sia per il coprifuoco imposto dalle truppe occupanti, sia per la notizia diffusa da Radio Londra riguardante una strage analoga avvenuta a Matera. Intanto le truppe nazifasciste affrettarono la ritirata, razziando le campagne attorno al centro abitato.

### 24 settembre
Nel pomeriggio del 24 settembre, nei pressi del Piano delle Cantine, un contadino, Pasquale Sibilia, fu svegliato dalle urla di sua figlia e, armandosi di fucile, uscì di casa per controllare cosa stesse succedendo. Sparò a un sergente dei paracadutisti, Donato Garofalo, che sembrava stesse rubando una gallina, e lo ferì ad una mano. Il militare rispose al fuoco e lo colpì all'inguine. Il comando nazifascista, appresa la notizia, preparò una spedizione punitiva contro Sibilia. Secondo i resoconti dell'epoca, il capitano Sala propose l'abbattimento della sua abitazione ma si decise, infine, di procedere ad una punizione sommaria della popolazione locale.  
Oltre a Sibilia, i nazifascisti rastrellarono i primi civili che trovarono, risparmiando coloro in possesso della tessera del Partito Nazionale Fascista. Il plotone piazzò alcune mitragliatrici leggere e sparò ai civili sotto gli occhi dei parenti, le vittime furono sedici, compreso Sibilia. Solamente uno di loro si salvò, il trentacinquenne Stefano Di Mattia, il quale casualmente non fu colpito. Sfuggì agli occhi dei soldati perché creduto morto (svenne al momento dell'esecuzione), giacendo sotto i corpi dei compaesani.
I tedeschi lasciarono il paese quattro giorni dopo, a seguito dell'avanzata delle truppe canadesi in arrivo dalla Calabria. Dopo la liberazione da parte degli alleati, il comandante della guardia municipale e i paracadutisti italiani furono processati e successivamente assolti.

### Onorificenze
Nel luogo in cui si verificò il massacro, fu eretto un monumento in memoria della tragedia. Il 29 settembre 2003, in occasione del sessantesimo anniversario dell'evento, l'allora presidente della Camera dei deputati, Pier Ferdinando Casini, giunse a Rionero per onorare i trucidati e donare al comune la medaglia al merito civile.

## Vittime

### 16 settembre
- Antonio Cardillicchio
- Eloisa Giordano Carrieri

### 24 settembre
- Emilio Buccino
- Antonio Di Pierro
- Pasquale Di Lucchio
- Pietro Di Lucchio
- Marco Grieco
- Michele Grieco
- Donato Lapadula
- Giuseppe Libutti
- Angelo Mancusi
- Donato Manfreda
- Giovanni Manfreda
- Pasquale Manfreda
- Antonio Santoro
- Gerardo Santoro
- Giuseppe Santoro
- Pasquale Sibilia